# École de La Haye

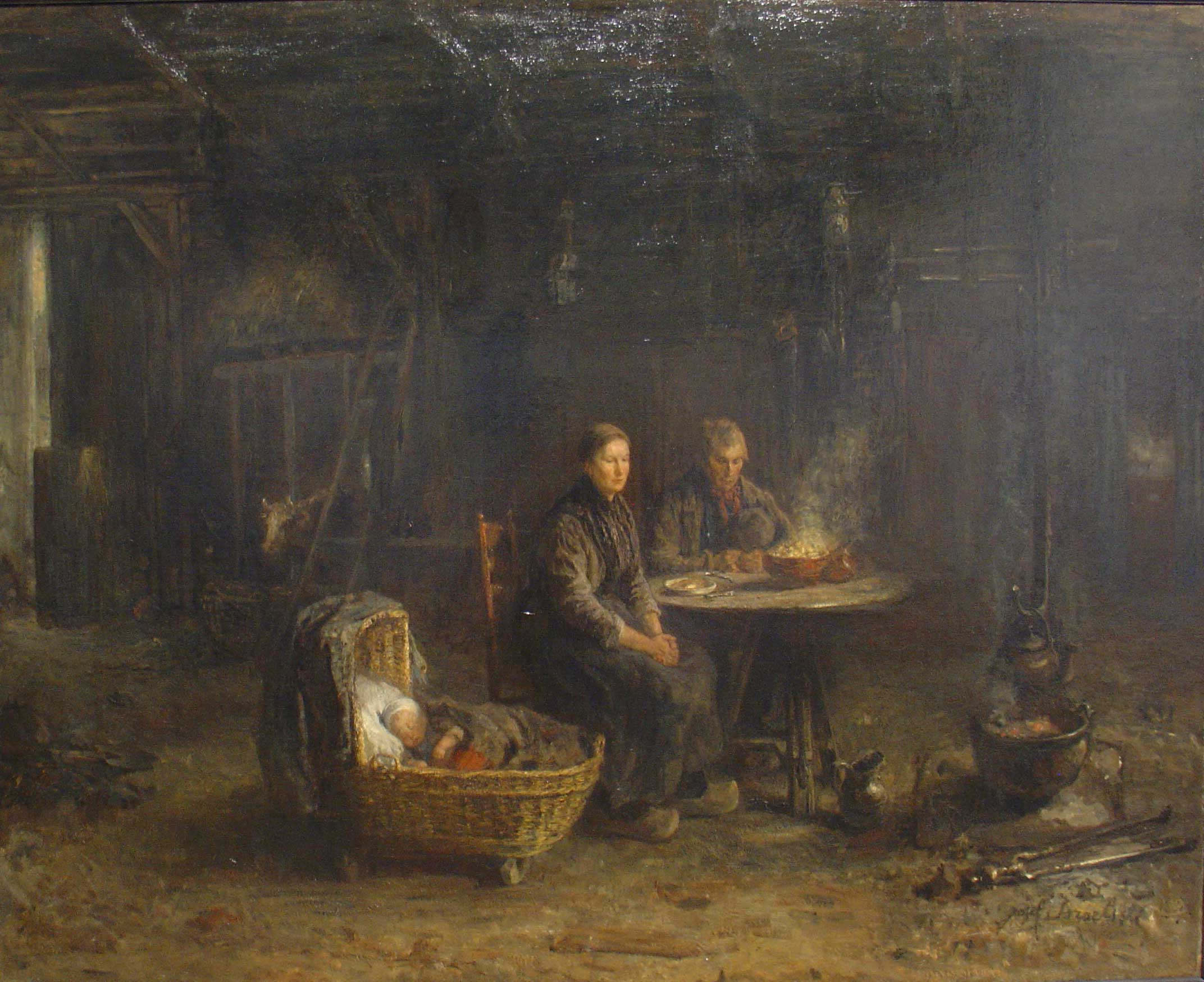
Jozef Israëls : Repas paysan à Delden.

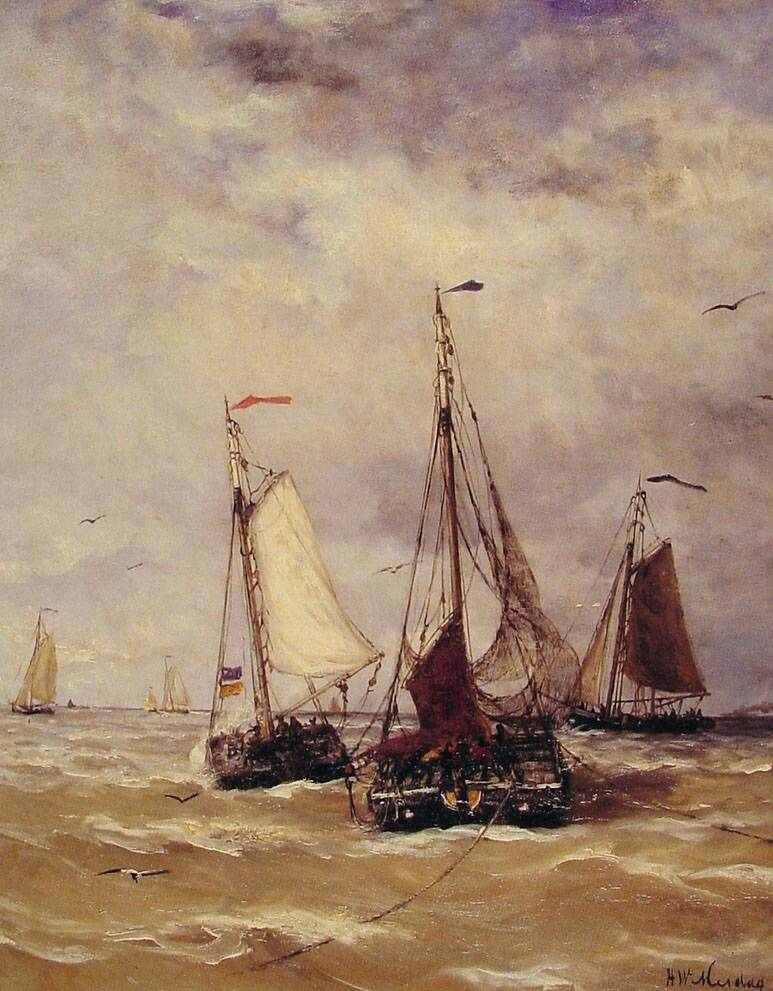
Hendrik Willem Mesdag : Préparatifs pour le départ.

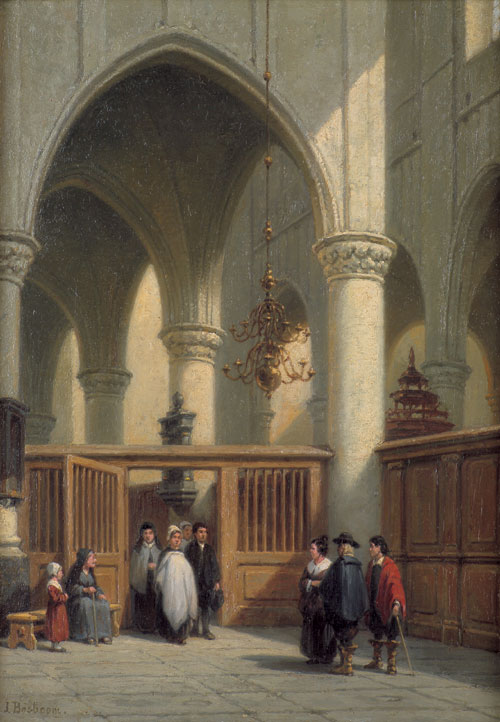
Johannes Bosboom : Vue intérieure d'une église avec scène de baptême.

L'École de La Haye (en néerlandais : Haagse School) est un courant artistique apparu aux Pays-Bas qui s'est principalement développé à La Haye entre 1870 et 1920. L'École de La Haye a ses origines dans l'École de Barbizon et l'Impressionnisme français.

## Histoire
L'école de La Haye est influencée par la vision du monde de la période romantique, et par l'idéalisation du monde paysan qui est apparue en France au début du XVIIIe siècle et qui se développe aux Pays-Bas quelques décennies plus tard. Jozef Israëls, au départ , peintre d'histoire, introduit cette nouvelle forme de réalisme en s'inspirant de la vie de ses contemporains. L'œuvre d'Israëls veut dépeindre la vie de pêcheurs et de paysans qui n'ont pas perdu le contact avec la nature et qui vivent encore en harmonie avec leur environnement.
Le terme Haagse School est inventé par le journaliste Jacob van Santen qui décrit « un nouveau mouvement radical dans l'art de la peinture ».

## Style
Le style dominant de ce mouvement est l'impressionnisme. Les peintres s'efforcent avant tout de restituer une certaine atmosphère. Bien que les thèmes abordés soient différents, reviennent souvent des coloris gris et bruns qui rendent les contours moins distincts et qui confèrent aux tableaux une mélancolie automnale. La critique conservatrice a mis en cause l'aspect esthétique de cette forme de réalisme et a rejeté l'école de La Haye pour sa « peinture grisâtre ». En 1888, l'un d'eux écrit au sujet d'une exposition : « Mesdag y a accroché un tableau avec une tempête où la mer paraît horriblement sale et où les nuages sont des boules de farine qui traversent le ciel ».
La peinture de l'école de La Haye est considérée comme un des précurseurs directs de l'impressionnisme.

## Artistes liés à l'école de La Haye
Si l'école privilégie la peinture de paysage (prairies, polders, rivages côtiers), l'architecture est privilégiée par exemple par Johannes Bosboom, la vie des pêcheurs et paysans par Jozef Israëls.

### Précurseurs
- Bilders, Johannes Warnardus (1811–1890)
- Jongkind, Johan Barthold (1819–1891)
- Koekkoek, Barend Cornelis (1803–1862)
- Schelfhout, Andreas (1787–1830)
- Van de Sande Bakhuysen, Hendrik (1795–1860)
- Van Hove, Bartholomeus (1790–1880)
- Van Hove, Hubertus (1819–1865)
- Van Os, Pieter Frederik (1808–1892)
- Waldorp, Anthonie (1803–1866)

### La première génération
- Bilders, Gerard (1838-1865)
- Bosboom, Johannes (1817-1891)
- De Haas, Johannes Hubertus Leonardus (1832-1908)
- Gabriël, Paul Joseph Constantin (1828-1903)
- Israëls, Jozef (1824-1911)
- Maris, Jacob (1837-1899)
- Maris, Matthijs (1839-1917)
- Maris, Willem (1844-1910)
- Mauve, Anton (1838-1888)
- Mesdag, Hendrik Willem (1831-1915)
- Mesdag, Taco (1822-1902)
- Mesdag-van Houten, Sina (1834-1909)
- Roelofs, Willem (1822-1897)
- Weissenbruch, Johan Hendrik (1824-1903)

### La deuxième génération
- Akkeringa, Johannes Evert Hendrik (1861-1942)
- Apol, Louis (1850-1936)
- Arntzenius, Floris (1864-1925)
- Artz, David Adolph Constant (1837-1890)
- Blommers, Bernard J. (1845-1914)
- Breitner, George Hendrik (1857-1923)
- De Bock, Théophile (1851-1904)
- De Hoog, Bernard (1866-1943)
- De Zwart, Willem (1862-1931)
- Israëls, Isaac (1865-1934)
- Neuhuys, Albert (1844-1914)
- Poggenbeek, George Jan Hendik (Geo)
- Scherrewitz, Johan (1868-1951)
- Sadée, Philip (1837-1904)
- Tholen, Willem Bastiaan (1860-1931)
- Van de Sande Bakhuyzen, Julius (1835-1945)
- Van der Weele, Herman Johannes (1852-1930)
- Van Houten, Gerrit (1866-1934)
- Van Rappard, Anthon (1858-1892)
- Wijsmuller, Jan Hillebrand (1855-1925)
- Philippe Zilcken (1857-1930)
- Charles Storm van 's Gravesande (élève de Willem Roelofs)

## Influence
L'école de La Haye a inspiré des peintres de la fin du XIXe siècle et du début du XXe. Certains s'en éloignèrent pour suivre leur propre voie, ils sont souvent désignés comme la Deuxième génération de l'école de La Haye ; parmi eux on compte Dirk van Haaren, Daniël Mühlhaus et Willem Weissenbruch. Elle a également inspiré Vincent van Gogh qui a connu les peintres de l'école et qui a suivi des cours de peinture chez son cousin par alliance, Anton Mauve.

## Expositions
- 1863 Tentoonstelling van Kunstwerken van Levende Meesters, L'École d'art de La Haye, La Haye, Pays-Bas.
- 1904 Pulchri Studio, Kunstverein Hamburg, Hambourg, Allemagne.
- 1969 Mondriaan and the Hague School of landscape painting, Norman McKenzie Art Gallery, Regina, Canada.
- 1969 Mondriaan and the Hague School of landscape painting, Edmonton Art Gallery, Edmonton, Canada.
- 1972 Die Haager Schule: Holländische Maler vor 100 Jahren, Rheinisches Landesmuseum zu Bonn, Allemagne.
- 1972 Hamburger Kunsthalle: Die Haager Schule: Holländische Maler vor 100 Jahren, Allemagne.
- 1980 Mondriaan and The Hague School: Watercolors and drawings from the Gemeentemuseum, La Haye, Pays-Bas.
- 1981 Verso l’astrattisma. Mondrian e la Scuola dell’Aia, Florence, Italie.
- 1982 Verso l’astrattisma. Mondrian e la Scuola dell’Aia, Milan, Italie.
- 1982 Mondrian et l’École de La Haye: aquarelles et dessins du Haags Gementemuseum, La Haye et d’une collection particulière, Paris, France.
- 1982 The Hague School and it’s American Legacy, West Palm Beach, Floride, États-Unis.
- 1983 L’École de La Haye: Les maîtres hollandaise de 19e siècle, Galeries nationales du Grand Palais, Paris, France.
- 1983 The Hague School: Dutch masters of the 19th century, Royal Academy of Arts, Londres, Grande-Bretagne.
- 1984 The Hague School: Collecting in Canada at the Turn of the century, Art Gallery of Ontario, Canada.
- 1987 Die Haager Schule: Meisterwerke der Holländischen Malerei des 19. Jahrhunderts aus dem Gemeentemuseum, Städtische Kunsthalle Mannheim, Mannheim, Allemagne.
- 1989 Die Haager Schule in München, Neue Pinakothek, Munich, Allemagne.
- 1992 Dutch Drawings from the Age of van Gogh from the Collection of the Hague Gemeentemuseum, The Taft Museum of Art, Cincinnati, USA.
- 1996 Van Gogh und die Haager Schule, Bank Austria Kunstforum, Vienne, Autriche.
- 1999 Jan Hendrik Weissenbruch (1824-1903): vorbij de Haagse School, Museum Jan Cunen, Oss, Pays-Bas.
- 2001 Mesdag and the Hague School, Gemeentemuseum Den Haag, La Haye, Pays-Bas.
- 2003 Jacob Maris: A retrospective of the work of a Dutch Impressionist, Teylers Museum, Haarlem. Pays-Bas.
- 2003 Willem Witsen (1860-1923: Moods, Dordrechts Museum, Dordrecht, Pays-Bas.
- 2004 De Haagse School and the young van Gogh, Stadhuis Brussel, Bruxelles, Belgique.
- 2004 Jacob Maris, 1837-1899, Museum Jan Cunen, Oss, Pays-Bas .
- 2004 The Hague School, Gemeentemuseum Den Haag, La Haye, Pays-Bas.
- 2005 Waiting for van Gogh: Dutch Painting from the 19th Century, Crocker Art Museum, Sacramento, États-Unis.
- 2007 Plain Air: The Hague School and the School of Barbizon, Gemeentemuseum, La Haye, Pays-Bas.
- 2006 Mesdag and The Hague School, Gemeentemuseum, La Haye, Pays-Bas.
- 2008 Der Weite Blick: Landschaften der Haager Schule aus dem Rijksmuseum, Neue Pinakothek, Munich, Allemagne.
- 2009 The Hague School Revealed, Gemeentemuseum, La Haye, Pays-Bas.
- 2009 École de La Haye : chefs-d'œuvre du Rijksmuseum, Centro Cultural Caixanova, Espagne.
- 2012 Mesdag to Mondrian: Dutch Art from the Redelé Collection, Academy Art Museum, Maryland, États-Unis.
- 2013 Modern Naturalist Painting in the Dutch Hague School: Inspiration from the Barbizon School and the Origin of van Gogh, Yamanashi Prefectural Museum of Art, Kōfu, Japon.
- 2014 Refections of Holland: The Hague School and Barbizon, Japan Museum of Art, Tokyo, Japon.
- 2015 Holland at it’s Finest, Gemeentemuseum Den Haag + Dordrechtmuseum Dordrecht, Pays-Bas.
- 2015 Grenzeloos Schilderachtig, Katwijks Museum, Katwijk, Pays-Bas.
- 2015 Watercolors – Exhibition about the most beautiful Dutch watercolors from the 19th century, Teylers Museum, Haarlem, Pays-Bas.
- 2023 Wolken und Licht: Impressionismus in Holland, Museum Barberini, Potsdam, Allemagne[9].